# Spirostreptus caicarae
Spirostreptus caicarae är en mångfotingart som beskrevs av Jean-Henri Humbert och Henri Saussure 1870. Spirostreptus caicarae ingår i släktet Spirostreptus och familjen Spirostreptidae. Inga underarter finns listade i Catalogue of Life.